# Iksilirijon
Iksilirijon (lat. Ixiolirion), manji rod trajnica iz središnje i jugozapadne Azije. Sastoji se od samo četiri vrste koje čine samostalnu porodicu Ixioliriaceae.
Ime roda sastoji se od dvije riječi, a dolazi od roda ixia (iksija, ljepivi mač) i lirion (ljiljan), odnosno iksija slična ljiljanu.

## Vrste
1. Ixiolirion ferganicum Kovalevsk. & Vved.
2. Ixiolirion karateginum Lipsky
3. Ixiolirion songaricum P.Yan
4. Ixiolirion tataricum (Pall.) Schult. & Schult.f.